# Aleš Hruška
Aleš Hruška (* 23. listopadu 1985 v Městci Králové) je bývalý český fotbalový brankář, který naposledy nastupoval za tým FC Viktoria Plzeň. V květnu 2011 byl poprvé v kariéře povolán do české reprezentace, ale start si nepřipsal. Od roku 2022 působí v roli trenéra brankařů u rezervního týmu AC Sparta Praha.

## Klubová kariéra
Svoji fotbalovou kariéru začal ve Spartě Praha, odkud v roce 2005 přestoupil do Viktorie Žižkov.

### 1. FK Příbram
V sezoně 2007/2008 působil formou hostování v Příbrami, kde hostoval i na jaře 2009. V létě 2010 do mužstva natrvalo přestoupil. V Příbrami byl oporou a pravidelně odchytal všechny nebo téměř všechny zápasy v dané sezoně. Vykonával také funkci kapitána. Za Příbram nastoupil 30. března 2013 ke svému 100. ligovému zápasu proti Jablonci. V dohrávce 26. kola v dubnu 2014 mezi týmy tvrdě bojujícími o udržení v nejvyšší lize naběhl v páté minutě nastavení za nepříznivého stavu 0:1 pro Příbram do pokutového území soupeře, kopal se roh proti Znojmu. Po rozehrání rohového kopu fauloval brankáře soupeře Vlastimila Hrubého, povalil ho na zem a znemožnil mu tak zakročit. Znojmo těsně před koncem inkasovalo branku a přišlo o dva body. Sudí Jiří Jech branku uznal nesprávně, což posléze potvrdila předsedkyně komise rozhodčích Dagmar Damková.
V sezóně zažil s Příbramí sestup do druhé české ligy. Ještě v létě 2017 však přestoupil do Viktorie Plzeň.

### FK Mladá Boleslav (hostování)
V létě 2014 odešel hostovat do Mladé Boleslavi, kde začal jako brankářská jednička. S Boleslaví se představil ve 2. předkole Evropské ligy UEFA 2014/15 proti bosenskému týmu NK Široki Brijeg, v prvním duelu 17. července 2014 vychytal výhru 2:1. V odvetě v Bosně 24. července vzhledem k dobré defenzivní součinnosti tolik práce neměl, udržel čisté konto, Boleslav vyhrála přesvědčivě 4:0 a postoupila do 3. předkola proti Olympique Lyon. V něm inkasoval v prvním domácím zápase čtyři góly, Boleslav podlehla favoritovi 1:4. Jeden z gólů padl po špatné domluvě s obráncem. V utkání druhého kola Synot ligy 3. srpna 2014 proti hostující FK Dukla Praha vyrobil ve 4. minutě kiks (slabě odkopl míč), kterého využil Jean-David Beauguel a pohodlně skóroval. Chyba byla o to horší, že šlo o jedinou branku střetnutí. Po nepříliš vydařeném začátku začal podávat jisté výkony a do konce podzimní části ligy vychytal celkem sedmkrát čisté konto, což se povedlo jen jemu a dalším 3 brankářům.

### FC Viktoria Plzeň
V červnu 2017 se dohodl na přestupu z Příbrami do FC Viktoria Plzeň, která hledala náhradu za zraněného Matúše Kozáčika. V Plzni podepsal dvouletý kontrakt.
V týmu vydržel pět sezón, získal dva mistrovské tituly, po sezóně 2021/22 odchází.

## Reprezentační kariéra
Reprezentoval ČR v mládežnických kategoriích U15, U17 a U18.